# Holger Stark

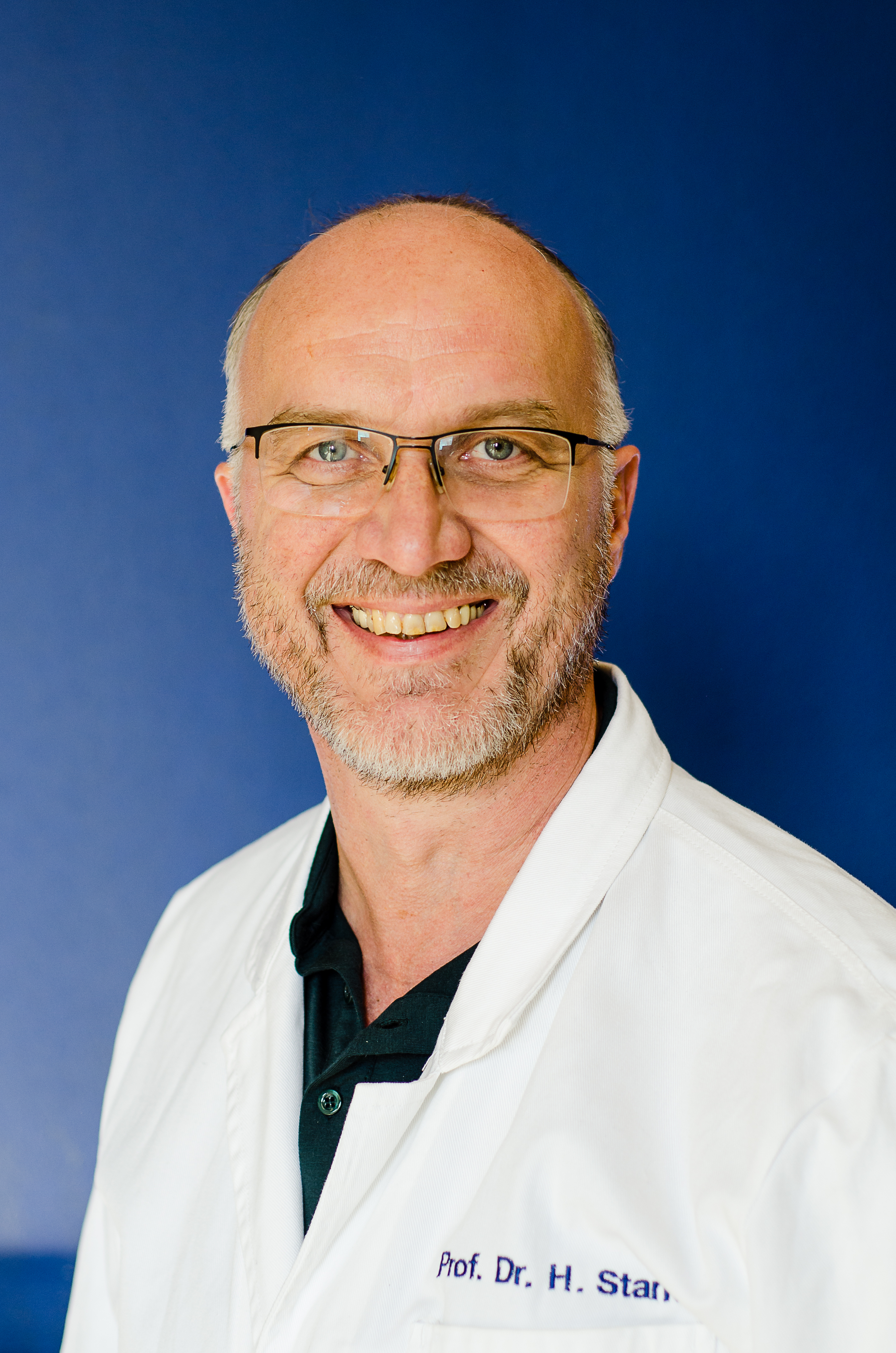
Holger Stark (2018)

Holger Stark (Prof. Dr. Dr. h. c.) (nacido el 15 de septiembre de 1962 en Bassum) es un farmacéutico alemán y profesor universitario en la Universidad Heinrich Heine de Düsseldorf. Stark es coinventor del ingrediente activo Pitolisant (Wakix®, Ozawade®), el único antagonista de los receptores de histamina H3 aprobado hasta la fecha.  

## Experiencia profesional
Holger Stark estudió farmacia en la Universidad Libre de Berlín desde 1982 a 1986 y recibió su licencia para practicar como farmacéutico en 1987. De 1987 a 1991, realizó su investigación de doctorado en el Instituto de Farmacia de la Universidad Libre de Berlín bajo la supervisión del profesor Walter Schunack en colaboración con el profesor Jean-Charles Schwartz (Bioprojet, París/Francia) y el profesor Charon Robin Ganelli (Londres/Inglaterra). En diciembre de 1991 recibió su doctorado (Dr. rer. nat.) con summa cum laude. Después finalizar su investigación de doctorado, trabajó, entre otras cosas, en el desarrollo de nuevos ligandos selectivos para los receptores de dopamina tipo D2 en colaboración con Dr. Pierre Sokoloff de la Unité de Neurobiology et Pharmacologie - INSERM (París/Francia). En 1999, se habilitó en química farmacéutica con la monografía "Dopamine D3 receptor ligands as pharmacological tools and potential medicinal products", conservando la venia legendi. Stark aceptó su primera cátedra C3 para la cátedra de química farmacéutica/medicinal en la Universidad Johann Wolfgang Goethe de Fráncfort del Meno y recibió la cátedra W3 en 2007. En 2013, aceptó una convocatoria de la Universidad Heinrich Heine de Düsseldorf para una cátedra W3 de química farmacéutica y medicinal. En 2016, Stark recibió un doctorado honorario de la Universidad de Nis, en Serbia, por sus destacados logros en investigación y su compromiso con la intensificación de la colaboración. Desde 2004 a 2019, Holger Stark fue editor jefe del Archivo de Farmacia - Química en Ciencias de la Vida.
Stark es autor de más de 240 trabajos originales, artículos de revisión y capítulos de libros. Ha participado en diez familias de patentes internacionales, con 60 solicitudes nacionales.

## Investigación científica y áreas de trabajo
Holger Stark ha dedicado su carrera académica al descubrimiento de fármacos. Su investigación se centra en el desarrollo de nuevos ligandos sintéticos para receptores acoplados a proteínas G, principalmente receptores de histamina y dopamina, con alta afinidad y selectividad. La combinación de la síntesis química y el diseño racional de fármacos con las pruebas farmacológicas y celulares se utiliza, por un lado, para desarrollar herramientas farmacológicas, como los ligandos fluorescentes, y, por otro, para obtener posibles nuevos candidatos a fármacos para enfermedades como la enfermedad de Parkinson, la enfermedad de Alzheimer o la esquizofrenia, con el objetivo de restablecer las funciones corporales saludables y el tratamiento sintomático. Otras áreas de investigación médico-farmacéutica son los ligandos del receptor NMDA, los esfingolípidos, los inhibidores de enzimas (monoamino oxidasa, colinesterasa), la ciclooxigenasa y la araquidonato-5-lipoxigenasa y los canales iónicos.

## Afiliaciones
Holger Stark es miembro de varias sociedades y organizaciones farmacéuticas y científicas, como la Sociedad Farmacéutica Alemana (DPhG), en la que fue presidente del grupo estatal de Hessen desde 2004 a 2013. Desde 2014, dirige el grupo estatal de la DPhG en Rheinland. También es miembro de la Sociedad de Químicos Alemanes (GdCh), de la Sociedad Europea de Investigación de la Histamina (EHRS) y de la Escuela de Farmacia de Fráncfort e.V., de la que fue cofundador.

## Premios y distinciones[1]
1992 Premio Joachim Tiburtius 1992 (premio de reconocimiento) del Estado de Berlín por una disertación sobresaliente, Berlín  
1997/2004 Premios PHOENIX de Ciencias Farmacéuticas para la química farmacéutica de PHOENIX Pharmahandel AG & Co., Heidelberg y Erlangen  
2000 Convocatoria de química farmacéutica/medicinal (C3) en la Universidad Johann Wolfgang Goethe de Frankfurt am Main (aceptada)  
2005 Convocatoria de química farmacéutica (W3) en la Universidad Técnica Carolo-Wilhelmina de Braunschweig (rechazada)  
2007 Profesor de química farmacéutica / medicinal (W3) en la Universidad Johann Wolfgang Goethe de Fráncfort del Meno 
2008 Nombramiento para la cátedra de Química Farmacéutica en la Universidad Leopold Franzens de Innsbruck/Austria (rechazada)  
2008 Premio de la Universidad de Hesse a la Excelencia Docente 2008 "Proyecto de un grupo de trabajo o unidad organizativa" 4º puesto 
2013 Profesor de Química Farmacéutica y Medicinal (W3) en la Universidad Heinrich Heine de Düsseldorf (aceptado)  
2016 Doctorado honorífico de la Universidad de Niš, Serbia 
2018: Premio de la Universidad Heinrich Heine a la Excelencia en la Enseñanza 2018 por "Concepto de enseñanza innovador" por la excursión del primer semestre "Pharmanauts"